# Khaldoon Al Mubarak
Khaldoon Khalifa Al Mubarak (n. 1 ianuarie 1976, EAU) este un om de afaceri și oficial al guvernului Emiratelor Arabe Unite. Al Mubarak deține funcții de conducere în cadrul guvernului Emiratului Abu Dhabi.